# Theo Brandmüller
Pour les articles homonymes, voir Brandmüller.
Theo Brandmüller, né le 2 février 1948 à Mayence et mort le 26 novembre 2012 à Sarrebruck,  est un compositeur allemand de la Nouvelle Musique.

## Biographie
Brandmüller  étudie la musique d'école et d'église et la composition avec Giselher Klebe, Mauricio Kagel, Cristobal Halffter et Olivier Messiaen, et est admis en tant que boursier de la Studienstiftung des deutschen Volkes.
Après avoir travaillé comme organiste de l'église de Mayence, il reçoit en 1979  une nomination à la « Hochschule für Musik Saar ». Il travaille d'abord comme professeur de théorie de la musique, puis pour la composition, l'analyse et l'improvisation à l'orgue. Plus tard, il devient également directeur de l'Institut pour la Nouvelle Musique.
La percée internationale en tant que compositeur, il atteint en 1977 à Athènes avec l'œuvre Ach, trauriger Mond, une œuvre commandée pour la « Südwestfunk ». Son  travail de composition différencié, qui compte  quelque 70 œuvres et avec lequel il a remporté des prix internationaux, contient la musique profane et la musique sacrée, musique de chambre et vocale ainsi que de la musique pour les œuvres scéniques et les compositions symphoniques.
Avec ses concerts d'orgue mondiaux Brandmüller préfère principalement de la musique contemporaine. Il a travaillé avec des chefs de renommée internationale tels que Marcello Viotti, Max Pommer (en), Gabriel Chmura (de), Leif Segerstam, Cristobal Halffter et Peter Ruzicka.

## Œuvres

### Musique de chambre
- Cis-Cantus II (1986) pour alto, violoncelle et contrebasse
- Konzert auf dem E-Zweig (1991) (d'après un dessin de Paul Klee) pour alto solo

### Konzertwerke
- Reminiszenzen (1975, rev. 1976) pour orchestre
- Ach, trauriger Mond (1977). Klage um Federico García Lorca, pour percussion solo et cordes
- Dramma per Musica (1979/80) pour grand orchestre
- U(h)rtöne (1985) pour grand orchestre

## Musique vocale
- Sonata a tre (1973) pour flûte, mezzosoprano et violoncelle
- Apokalyptische Vision (1975) pour basse et orgue, d'après des textes de l'écriture sainte
- Wie Du unseren Vätern geschworen hast (1978). Cantate pour voix aigües, deux trompettes, deux trombones, Orgue, d'après des textes de l'écriture sainte

### Musique de scène
- Zwei zu Ross und einer auf dem Esel de Oldrich Danek
- Die Bluthochzeit de Federico García Lorca
- Hamlet de William Shakespeare
- Sir John und Goldjunge Heinz (d'après Les Joyeuses Commères de Windsor)
- Katharina Knie de Carl Zuckmayer